# Анастасий Персиянин
Анаста́сий Персия́нин († 628) — христианский святой, почитаемый в лике преподобномучеников. Память в Православной церкви совершается 22 января (4 февраля) и 24 января (6 февраля), в Католической церкви — 22 января.

## Жизнеописание
Родился в Персии, принадлежал к сословию магов. Позже, оставив свой прежний род деятельности, поступил солдатом в войско персидского царя Хосрова II, где во время одного из походов на Византию оставил службу и поселился в городе Иераполисе у перса-христианина.
Уверовав в Иисуса, крестился в Иерусалиме с наречением имени Анастасий (имя до крещения Магундат), после чего постригся в монахи. Пробыв 7 лет в монастыре Св. Анастасия, покинул обитель и отправился странствовать. Придя в Кесарию, Анастасий был задержан солдатами за обличения персидских магов, приносивших жертвы около христианского храма, и брошен в тюрьму. После многочисленных пыток Анастасий, отказавшийся отречься от Христа, был вместе с 70 другими христианами удавлен верёвкой. Голову Анастасия отре́зали, а тело бросили псам, но ни один из них не прикоснулся к нему.
Местные христиане за большие деньги выкупили тело мученика, а через 10 лет оно было перенесено в Кесарию, а позже в Константинополь.

## Иконография
На иконах св. Анастасия обычно изображают в одеянии преподобного, с остроконечной тёмной бородой.